# Marcelo Gracia
Marcelo Gracia Domínguez (Monterrey, Nuevo León; 2 de abril de 1994) es un futbolista mexicano. Juega en la posición de delantero y actualmente milita en el club Cascavel Clube Recreativo del Campeonato Paranaense de Brasil.

## Trayectoria
Se coronó campeón en la Copa Mundial de Fútbol Sub-17 de 2011 disputada en México. Formó parte del equipo sub-20 del CF Monterrey, hasta que en el torneo Apertura 2013 fue registrado como jugador del primer equipo.
Hace su debut profesional el día 24 de julio de 2013, entrando de cambio al minuto 65 en juego válido por la Copa MX ante el Correcaminos UAT, logrando anotar su primer gol con el equipo (min 85), para redondear su debut dio una excelente asistencia. 
Hace su debut en la Liga MX el día 27 de julio de 2013, entrando a revolucionar al equipo y contribuyendo al empate del equipo de último minuto contra Puebla FC.
En el primer semestre del 2017 ficha con el Tlaxcala Fútbol Club, en la Segunda División de México siendo campeón del Clausura 2017 aunque el equipo no ascendió a la Liga de Ascenso de México. En el segundo semestre llega con el Atlante de la Liga de Ascenso de México.
En julio del 2018 ficha con los Loros de Colima quedando campeón de la Serie A de México 2018-19 ascendiendo de categoría. Terminando la temporada se queda sin equipo, pero a comienzos del 2020 es traspasado al equipo brasileño Cascavel Clube Recreativo

### Clubes
La siguiente tabla, detalla los encuentros disputados y los goles marcados por Marcelo Gracia en los clubes en los que ha militado.
| Club                       | Temporada           | Liga  | Liga  | Copa Nacional * | Copa Nacional * | Copa Internacional ** | Copa Internacional ** | Total | Total | Prom. · |
| Club                       | Temporada           | Part. | Goles | Part.           | Goles           | Part.                 | Goles                 | Part. | Goles | Prom. · |
| -------------------------- | ------------------- | ----- | ----- | --------------- | --------------- | --------------------- | --------------------- | ----- | ----- | ------- |
| CF Monterrey · México      | 2013/14             | 8     | 0     | 10              | 1               | 0                     | 0                     | 18    | 1     | 0.06    |
| CF Monterrey · México      | 2014/15             | 0     | 0     | 4               | 1               | 0                     | 0                     | 4     | 1     | 0.25    |
| CF Monterrey · México      | 2015/16             | 0     | 0     | 3               | 0               | 0                     | 0                     | 3     | 0     | 0       |
| Monterrey Premier · México | 2015/16             | 4     | 0     | 0               | 0               | 0                     | 0                     | 4     | 0     | 0       |
| Monterrey Premier · México | 2016/17             | 9     | 0     | 0               | 0               | 0                     | 0                     | 9     | 0     | 0       |
| Tlaxcala F.C. · México     | 2017                | 18    | 2     | 0               | 0               | 0                     | 0                     | 18    | 2     | 0.11    |
| Atlante F.C. · México      | 2017                | 3     | 0     | 2               | 0               | 0                     | 0                     | 5     | 0     | 0       |
| Monterrey Premier · México | 2018                | 15    | 1     | 0               | 0               | 0                     | 0                     | 15    | 1     | 0.07    |
| Loros de Colima · México   | 2018 - presente     | 20    | 1     | 0               | 0               | 0                     | 0                     | 20    | 1     | 0.05    |
| Total en su carrera        | Total en su carrera | 77    | 4     | 19              | 2               | 0                     | 0                     | 96    | 6     | 0.06    |

## Selección nacional
| Copa Mundial Sub-17 de 2011 | México | Campeón | 4 | 0 |

## Palmarés
| Título                        | Equipo                    | Sede   | Año           |
| ----------------------------- | ------------------------- | ------ | ------------- |
| Copa Mundial de Fútbol Sub-17 | Selección Mexicana Sub-17 | México | 2011          |
| Segunda División de México    | Tlaxcala FC               | México | Clausura 2017 |
| Segunda División de México    | Loros de Colima           | México | 2018-19       |